# 重庆商学院
重庆商学院，是1985年至2002年曾经存在的一所商学高等院校，现已参与组建重庆工商大学。
学校在重庆财贸学校的基础上创建于1985年，是原商业部部属院校，校址在重庆市南岸区五公里（现学府大道重庆工商大学校址）。
重庆商学院随着2002年重庆工商大学的创建而撤销建制。
最后一任党委书记：李文成（后调重庆邮电学院出任党委书记）
最后一任院长：王崇举（后出任首任重庆工商大学校长）